# Marc Atallah
Marc Atallah, né le 4 juin 1978 à Vevey, est un écrivain et universitaire vaudois. Spécialisé dans la science-fiction, il est directeur de la Maison d'Ailleurs à Yverdon-les-Bains de fin 2010 à début 2024.

## Biographie
Marc Atallah naît le 4 juin 1978 à Vevey, d'un père libanais et d'une mère suisse. Il grandit à Lausanne.
Il obtient un doctorat ès Lettres à l'Université de Lausanne en 2009. Il est aussi titulaire d’un master en physique théorique de l’EPFL,,.
En décembre 2010, il est nommé directeur de la Maison d’Ailleurs, avec Veronica Tracchia comme directrice adjointe.
Il enseigne aussi depuis 2011 en tant que maître d’enseignement et de recherche auprès de la Section de français de l’Université de Lausanne,. Il s'intéresse tout particulièrement aux littératures conjecturales comme utopie, dystopie, voyages imaginaires et science-fiction,. Il est également directeur et membre du comité du Numerik Games Festival, jusqu'en 2023, et président de l’association romande de science-fiction. Depuis 2017, Marc Atallah fait partie du jury du prix de l’Ailleurs, prix littéraire suisse de science-fiction.
En juillet 2021, une enquête du Blick révèle des troubles au sein de la Maison d'Ailleurs, et reproche à Marc Atallah l'engagement de proches, des problèmes de gouvernance et des soupçons de plagiat (démentis ensuite par l'Université de Lausanne),,. En réaction, le Conseil de fondation de la Maison d'Ailleurs, d'entente avec la Ville d'Yverdon-les-Bains décide de se soumettre à un audit. Celui-ci, rendu un an plus tard, « met en lumière plusieurs lacunes de fonctionnement et de gestion, mais ne relève aucun fait pénalement répréhensible ni dysfonctionnement grave », si bien que le conseil de fondation dit maintenir « toute sa confiance envers son directeur »,. 
Il démissionne en octobre 2023  pour le 31 janvier 2024.
Il est marié et père de deux enfants.

## Publications
Marc Atallah publie en 2011 le livre L’Homme-machine et ses avatars : Entre science, philosophie et littérature, XVIIe – XXIe siècles (éditions Vrin). En 2013, il dirige avec Frédéric Jaccaud et Francis Valéry l'édition de Souvenirs du Futur : Les Miroirs de la Maison d’Ailleurs puis la même année, il dirige et préface le recueil de nouvelles intitulé Le Post-apocalyptique, fruit de la collaboration entre les éditions ActuSF et la Maison d'Ailleurs.
Deux ans plus tard, il co-dirige la publication de l’ouvrage Pouvoir des jeux vidéo : des pratiques aux discours chez Infolio éditions. En 2019, Marc Atallah est l’un des auteurs de Mondes imparfaits : autour des Cités obscures de Schuiten et Peeters, publié chez l'éditeur Les Impressions Nouvelles comme prolongement de l’exposition homonyme à la Maison d'Ailleurs. En 2021, il écrit La Parade monstrueuse, un approfondissement des sujets exposés lors de l'exposition « Je est un monstre ».
Marc Atallah participe par ailleurs à la rédaction et à l'édition de livres et d'articles de science-fiction.

## Distinctions
- 2013 : il est nommé parmi les « 100 personnalités qui font la Suisse romande » par le magazine L'Hebdo[28].
- 2009 : prix de faculté, thèse de doctorat (Faculté des Lettres, Université de Lausanne)[10]